# Dichromodes lygrodes
Dichromodes lygrodes är en fjärilsart som beskrevs av Turner 1930. Dichromodes lygrodes ingår i släktet Dichromodes och familjen mätare. Inga underarter finns listade i Catalogue of Life.